# Antonio Durán
Antonio Durán Durán (Arbúcies, 19 agosto 1924 – Åkersberga, 11 gennaio 2009) è stato un allenatore di calcio e calciatore spagnolo.

## Biografia
Nato in Catalogna, all'età di dieci anni si trasferì con la famiglia a Tenerife dove iniziò la propria formazione calcistica. Conclusa la carriera di calciatore, si trasferì in Svezia dove si sposò ed ebbe quattro figli; sopravvissuto a un ictus nel 1975 (che gli comprometterà definitivamente la carriera di allenatore), ne subirà un secondo nel 2007 i cui postumi lo porteranno alla morte, sopraggiunta l'11 gennaio 2009.

## Carriera

### Calciatore
Formatosi come centrocampista nel RCD Córdoba, nel 1948 fu ingaggiato dall'Atlético Madrid dove ricoprì un ruolo da comprimario (totalizzò tredici presenze in tre stagioni) vincendo due titoli nazionali consecutivi nelle stagioni 1949-50 e 1950-51. Passato al Real Oviedo dopo una stagione di inattività, concluse la carriera di calciatore al termine della stagione 1953-54.

### Allenatore
Trasferitosi in Svezia, iniziò ad allenare alcuni club delle serie inferiori per poi ottenere, nel 1957, il primo incarico in Allsvenskan sulla panchina delSandvikens. Dopo aver allenato, tra il 1960 e il 1963, l'Åtvidaberg, nel 1964 assunse la guida tecnica del Malmö. Supportato dalla presenza di alcuni giovani talenti, Durán costruirà una squadra capace di ottenere quattro titoli e due secondi posti in sei anni e di partecipare alle competizioni continentali. Abbandonata la guida del Malmö nel 1971, nei primi anni settanta Durán otterrà degli incarichi nel Djurgården e di nuovo nell'Åtvidaberg per poi concludere la carriera di allenatore nel 1975 a causa di un ictus.

## Statistiche

### Presenze e reti nei club
| Stagione | Squadra                | Campionato | Campionato | Campionato |
| Stagione | Squadra                | Comp       | Pres       | Reti       |
| -------- | ---------------------- | ---------- | ---------- | ---------- |
| 1948-49  | Atlético Madrid        | PD         | 5          | 4          |
| 1949-50  | Atlético Madrid        | PD         | 5          | 2          |
| 1950-51  | Atlético Madrid        | PD         | 5          | 1          |
|          | Totale Atlético Madrid |            | 13         | 7          |
| 1952-53  | Real Oviedo            | PD         | 15         | 8          |
| 1953-54  | Real Oviedo            | PD         | 4          | 0          |
|          | Totale Real Oviedo     |            | 19         | 8          |

## Palmarès

### Calciatore
- Campionato spagnolo: 2

Atlético Madrid: 1949-50, 1950-51

### Allenatore
- Campionato svedese: 4

1965, 1967, 1970, 1971
- Coppa di Svezia: 2

1966-67